# Saint-Genis-Pouilly
Saint-Genis-Pouilly é uma comuna francesa, do chamado País de Gex, na região administrativa de Auvérnia-Ródano-Alpes, no departamento de Ain.

## Demografia
Em 2006 Saint-Genis-Pouilly apresentava uma população de 7 865 habitantes, distribuídos por 3 685 lares.
O seu desenvolvimento demográfico está directamente relacionado com a proximidade de Genebra em geral e do CERN em particular.
| 1793 | 1800 | 1806 | 1821 | 1831 | 1836 | 1841 | 1846 | 1851 |
| ---- | ---- | ---- | ---- | ---- | ---- | ---- | ---- | ---- |
| 628  | 637  | 621  | 742  | 836  | 865  | 762  | 781  | 858  |

| 1856 | 1861 | 1866 | 1872 | 1876 | 1881 | 1886 | 1891 | 1896 |
| ---- | ---- | ---- | ---- | ---- | ---- | ---- | ---- | ---- |
| 760  | 780  | 787  | 787  | 797  | 884  | 821  | 752  | 720  |

| 1901 | 1906 | 1911 | 1921 | 1926 | 1931 | 1936 | 1946 | 1954 |
| ---- | ---- | ---- | ---- | ---- | ---- | ---- | ---- | ---- |
| 687  | 719  | 722  | 655  | 656  | 656  | 639  | 612  | 647  |

| 1962 | 1968  | 1975  | 1982  | 1990  | 1999  | 2001  | 2003 | 2004 |
| --- | ----- | ----- | ----- | ----- | ----- | ----- | ---- | ---- |
| 904 | 2 030 | 3 549 | 4 631 | 5 696 | 6 383 | 6 704 | 6985 | 7237 |
| Para os censos de 1962 a 2006 a população legal corresponde à popolução sem duplicidades, segundo define o INSEE. |       |       |       |       |       |       |      |      |